# Launch Control
Launch Control pracuje pomocí elektronicky řízeného plynu a počítačového programu. Software řídí plyn dle specifikace motoru, aby auto zrychlil hladce a co nejrychleji, ale tak, aby se zabránilo prokluzování hnaných kol, poruchám motoru v důsledku vytáčení, problémům spojky a převodovky.